# ديويت إتش فيسيندن
ديويت إتش فيسيندن (بالإنجليزية: DeWitt H. Fessenden)‏ هو مهندس معماري أمريكي، ولد في 1885، وتوفي في 1952.